# Sprintvärldsmästerskapen i kanotsport 1983
Sprintvärldsmästerskapen i kanotsport 1983 anordnades i Tammerfors i Finland.

## Medaljsummering
| Pl.    | Nation          | Guld | Silver | Brons | Totalt |
| ------ | --------------- | ---- | ------ | ----- | ------ |
| 1      | Sovjetunionen   | 3    | 6      | 3     | 12     |
| 2      | Östtyskland     | 7    | 3      | 1     | 11     |
| 3      | Rumänien        | 3    | 3      | 3     | 9      |
| 4      | Ungern          | 1    | 2      | 2     | 5      |
| 5      | Jugoslavien     | 1    | 1      | 1     | 3      |
| 6      | Norge           | 1    | 1      | 0     | 2      |
| 7      | Tjeckoslovakien | 1    | 0      | 1     | 2      |
| 8      | Nya Zeeland     | 0    | 1      | 1     | 2      |
| 9      | Sverige         | 0    | 0      | 2     | 2      |
| 10     | Storbritannien  | 1    | 0      | 0     | 1      |
| 11     | Bulgarien       | 0    | 1      | 0     | 1      |
| 12     | Österrike       | 0    | 0      | 1     | 1      |
| 13     | Kanada          | 0    | 0      | 1     | 1      |
| 14     | Nederländerna   | 0    | 0      | 1     | 1      |
| 15     | Polen           | 0    | 0      | 1     | 1      |
| Totalt | Totalt          | 18   | 18     | 18    | 54     |

### Herrar

#### Kanadensare
| Gren        | Guld                                    | Tid | Silver                                          | Tid | Brons                                        | Tid |
| C-1 500 m   | Costicǎ Olaru (ROU)                     |     | Ulrich Papke (GDR)                              |     | Anatolij Volkov (URS)                        |     |
| C-1 1000 m  | Vasyl Bereza (URS)                      |     | Costicǎ Olaru (ROU)                             |     | Jiří Vrdlovec (TCH)                          |     |
| C-1 10000 m | Jiří Vrdlovec (TCH)                     |     | Gheorghe Titu (ROU)                             |     | Tamás Wichmann (HUN)                         |     |
| C-2 500 m   | Jugoslavien Matija Ljubek Mirko Nišović |     | Sovjetunionen Ivans Klementjevs Serhij Osadtjyj |     | Rumänien Dumitru Betiu Flodor Gurei          |     |
| C-2 1000 m  | Rumänien Ivan Patzaichin Toma Simionov  |     | Östtyskland Olaf Heukrodt Alexander Schuck      |     | Jugoslavien Matija Ljubek Mirko Nišović      |     |
| C-2 10000 m | Ungern Tamás Buday László Vaskúti       |     | Rumänien Ivan Patzaichin Toma Simionov          |     | Sovjetunionen Serhij Petrenko Jurij Laptikov |     |

#### Kajak
| Gren        | Guld                                                                                    | Tid | Silver                                                                           | Tid | Brons                                                                                | Tid |
| K-1 500 m   | Uladzimir Parfjanovitj (URS)                                                            |     | Ian Ferguson (NZL)                                                               |     | Andreas Stähle (GDR)                                                                 |     |
| K-1 1000 m  | Rüdiger Helm (GDR)                                                                      |     | Artūras Vieta (URS)                                                              |     | Alan Thompson (NZL)                                                                  |     |
| K-1 10000 m | Einar Rasmussen (NOR)                                                                   |     | Milan Janić (YUG)                                                                |     | Rick Daman (NED)                                                                     |     |
| K-2 500 m   | Östtyskland Frank Fischer André Wohllebe                                                |     | Sovjetunionen Uladzimir Parfjanovitj Sergej Superata                             |     | Kanada Hugh Fisher Alwyn Morris                                                      |     |
| K-2 1000 m  | Östtyskland Frank Fischer André Wohllebe                                                |     | Sovjetunionen Uladzimir Parfjanovitj Sergej Superata                             |     | Österrike Werner Bachmeyer Wolfgang Hartl                                            |     |
| K-2 10000 m | Storbritannien Stephen Jackson Alain Williams                                           |     | Ungern István Szabó István Tóth                                                  |     | Sverige Bengt Andersson Karl-Axel Sundqvist                                          |     |
| K-4 500 m   | Östtyskland Andreas Stähle Peter Hempel Harald Marg Rüdiger Helm                        |     | Sovjetunionen Serhij Kolokolov Serhij Tjuchraj Artūras Vieta Aleksandr Vodovatov |     | Ungern István Imai Attila Csaszar Zoltán Lorinczy András Rajna                       |     |
| K-4 1000 m  | Rumänien Ionel Constantin Nicolae Fedosel Ionel Letcae Angelin Velea                    |     | Östtyskland Andreas Stähle Peter Hempel Rüdiger Helm Harald Marg                 |     | Sovjetunionen Serhij Kolokolov Serhij Tjuchraj Artūras Vieta Aleksandr Vodovatov     |     |
| K-4 10000 m | Sovjetunionen Mikalaŭ Astapkovitj Aleksandrs Avdejevs Mykola Baranov Aleksandr Jermilov |     | Norge Harald Amudsen Geir Kvillum Lars Ivar Gran Arne Slettsjø                   |     | Polen Ireneusz Ciurzyński Andrzej Klimaszewski Ryszard Oborski Krzysztof Szczepański |     |

### Damer

#### Kajak
| Gren      | Guld                                                                | Tid | Silver                                                                             | Tid | Brons                                                               | Tid |
| K-1 500 m | Birgit Fischer (GDR)                                                |     | Vania Gesjeva (BUL)                                                                |     | Maria Ştefan (ROU)                                                  |     |
| K-2 500 m | Östtyskland Birgit Fischer Carsta Kühn                              |     | Ungern Katalin Povázsán Erika Géczi                                                |     | Sverige Agneta Andersson Susanne Wiberg                             |     |
| K-4 500 m | Östtyskland Birgit Fischer Carsta Kühn Ramona Walther Kathrin Giese |     | Sovjetunionen Inna Zjipulina Nelli Jefremova Natalja Kalasnikova Galina Aleksejeva |     | Rumänien Tecia Borzanea Agafia Burhaev Natasia Ionescu Maria Ştefan |     |